# Qulin (Misuri)
Qulin es una ciudad ubicada en el condado de Butler en el estado estadounidense de Misuri. En el censo del año 2010 tenía una población de 458 habitantes y una densidad poblacional de 392,09 personas por km².

## Geografía
Qulin se encuentra ubicada en las coordenadas 36°35′43″N 90°14′47″O / 36.59528, -90.24639. Según la Oficina del Censo de los Estados Unidos, Qulin tiene una superficie total de 1.17 km², de la cual 1.17 km² corresponden a tierra firme y (0%) 0 km² es agua.

## Demografía
Según el censo de 2010, había 458 personas residiendo en Qulin. La densidad de población era de 392,09 hab./km². De los 458 habitantes, Qulin estaba compuesto por el 97.16% blancos, el 0% eran afroamericanos, el 0.66% eran amerindios, el 0% eran asiáticos, el 0% eran isleños del Pacífico, el 0.22% eran de otras razas y el 1.97% pertenecían a dos o más razas. Del total de la población el 1.09% eran hispanos o latinos de cualquier raza.